# Paul Holz (Fußballspieler)
Paul Holz (* 27. September 1952 in Bottrop; † 11. Dezember 2017) war ein deutscher Fußballspieler. Der Mittelfeldspieler absolvierte von 1971 bis 1981 insgesamt 201 Spiele in der Bundesliga und erzielte dabei 21 Tore. Daneben kam er auf zwölf Spiele in der Zweiten Liga mit einem Treffer.

## Karriere
Holz spielte als Jugendlicher bei Rhenania Bottrop. In der Jugend-Nationalmannschaft spielte er unter anderem mit Hartmut Huhse zusammen; dabei wurde er von Günter Siebert entdeckt und für Schalke 04 verpflichtet. Hier hatte er gleich am ersten Spieltag der Saison 1971/72 beim 5:1-Sieg in Hannover seinen ersten Einsatz; er wurde zur zweiten Halbzeit für Huhse eingewechselt. Danach kam er in seiner ersten Profi-Saison zwar nur auf sechs weitere Einsätze, konnte aber gleich die Vizemeisterschaft und den Pokalsieg feiern.
Nach drei Jahren in Gelsenkirchen musste er im Schalker Mittelfeld für Hannes Bongartz Platz machen und nahm ein Angebot des Reviernachbarn VfL Bochum an. Nur ein Jahr später wechselte er wegen Problemen mit Trainer Heinz Höher zu Hannover 96, mit dem er am Saisonende in die Zweite Liga abstieg. Nach einem halben Jahr in der Zweitklassigkeit kehrte er zur Rückrunde der Saison 1976/77 nach Bochum zurück. 1979 schloss er sich dann dem dritten großen Verein des östlichen Ruhrgebiets, Borussia Dortmund, an, bei dem er zwei Spielzeiten aktiv war. Anschließend wechselte Holz 1981 zum Zweitliga-Absteiger 1. FC Bocholt, für den er die folgenden acht Jahre in der Oberliga Nordrhein spielte. 1983/84 scheiterte er mit dem Klub als Oberligameister an der Rückkehr in die 2. Bundesliga. Danach ließ er seine Karriere von 1989 bis 1991 als Spielertrainer des VfL Rhede in der Verbandsliga ausklingen.

## Sonstiges
Holz lebte in Bocholt und arbeitete dort 32 Jahre lang bei Flender, einem Unternehmen für Antriebstechnik. Er war der erste Spieler, der im damals neuen Westfalenstadion ein Tor in einem Herrenspiel erzielte. Das Eröffnungsspiel zwischen dem BVB und dem FC Schalke 04, ein Benefizspiel zugunsten des finanziell angeschlagenen BVB, endete 3:0, Holz schoss das 1:0. Holz starb nach schwerer Krankheit im Alter von 65 Jahren.